# ماتئو ماتزولینی
ماتئو ماتزولینی (انگلیسی: Matteo Mazzolini؛ زادهٔ ۹ ژانویهٔ ۲۰۰۱) بازیکن فوتبال است.
وی همچنین در تیم ملی فوتبال زیر ۱۷ سال فرانسه بازی کرده‌است.